# Dmytro Jarczuk
Dmytro Wadymowycz Jarczuk, ukr. Дмитро Вадимович Ярчук (ur. 23 marca 1994 w Mikołajowie) – ukraiński piłkarz, grający na pozycji pomocnika.

## Kariera piłkarska

### Kariera klubowa
Wychowanek Szkoły Sportowej w Mikołajowie i klubu Torpedo Mikołajów, barwy których bronił w juniorskich mistrzostwach Ukrainy (DJuFL). Karierę piłkarską rozpoczął 25 lipca 2012 w młodzieżowej drużynie Tawrii Symferopol, a 3 sierpnia 2013 debiutował w podstawowym składzie krymskiego klubu. Latem 2014 po aneksji półwyspu przez Rosję opuścił Tawrię. W 2015 został piłkarzem tureckiego 1461 Trabzon, ale nie rozegrał żadnego meczu i 2 marca 2016 zasilił skład klubu Hirnyk-Sport Komsomolsk. 7 lipca 2016 podpisał kontrakt z portugalskim Estoril Praia.